# Piru Sáez

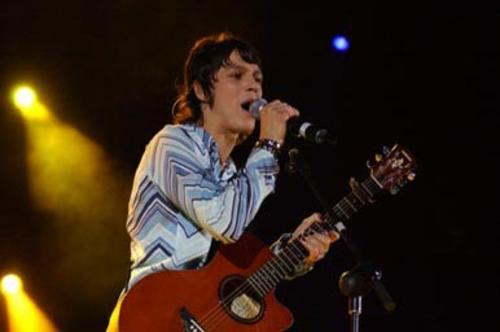
Piru Sáez 2002

Piru Sáez, eigentlich Jose Carlos Sebastián Gómez Maraschio, (* 20. Mai 1983 in Mar del Plata) ist ein argentinischer Schauspieler und Rocksänger.

## Leben
Sáez spielte 2002 in der Serie Rebelde Way die Rolle des Rocco Fuentes Echagüe. Weitere Rollen hatte er in den Serien Floricienta und El Refugio (de los Sueños). Gemeinsam mit anderen Schauspielern der Serie Rebelde Way gründete er die Rockband Rolabogan, mit der er 2006 das gleichnamige Debütalbum veröffentlichte. Diese Mitglieder waren Jorge Maggio, Francisco Bass, María Fernanda Neil und Belén Scalella. Die Band steht bei Sony BMG Argentina unter Vertrag.

## Filmografie
- 2002: Rebelde Way
- 2004: Floricienta
- 2006: El Refugio (de los Sueños)

## Diskografie

### Mit Rolabogan

#### Singles
- 2006: Bailo
- 2006: Motivos
- 2006: Cada Puesta de sol

#### Album
- 2006: Rolabogan

### Solo-Alben

#### Singles
- 2003: No Soy Asi
- 2004: ERREWAY CD+DVD (die Songs Te Deje und Nada Que Hablár)